# ADRENALINE
「ADRENALINE」（アドレナリン）は、BEASTのデビュー曲。2014年5月28日に発売。

## 収録曲

### CD
1. ADRENALINE
作詞 : 樋口智美・百田留衣・玉井健二・JUN HYUNG 作曲 : 百田留衣
編曲 :　釣俊輔
歌：BEAST
2. B.I.B
作詞 : 大塚ひとみ 作曲 : 南田健吾
歌：BEAST